# Ignacio Lagno
Enzo Ignacio Lagno Castillo (Santiago, 2 de diciembre de 1930-Santiago, 21 de abril de 2005) fue un político chileno. Fue alcalde de Santiago entre 1970 y 1972 tras ser designado por el gobierno del presidente Salvador Allende.

## Biografía
Militante del Partido Radical, tras el Golpe de Estado del 11 de septiembre de 1973 el Bando N°10 de la Junta Militar lo ordenó a presentarse ante el Ministerio de Defensa, siendo uno de los chilenos más buscados luego de la caída de la Unidad Popular.
Fue dirigente del Partido Radical Socialista Democrático y en 1989 postuló sin éxito como diputado por Coyhaique. Ocupó cargos en el Partido Radical Socialdemócrata (PRSD) en San Miguel y trabajó en la precandidatura presidencial de Ricardo Lagos para las primarias de la Concertación en 1999.

## Historial electoral

### Elecciones parlamentarias de 1973
- Elecciones Parlamentarias de 1973 para la 7ª Agrupación Departamental, Santiago.[6]

| Candidato                                 | Partido                    | Votos   | %      | Resultado |
| ----------------------------------------- | -------------------------- | ------- | ------ | --------- |
| A. Confederación de la Democracia         |                            |         |        |           |
| Wilna Saavedra Cortés                     | PDC                        | 19 362  | 5,00%  | Diputada  |
| Bernardo Leighton Guzmán                  | PDC                        | 35 158  | 9,08%  | Diputado  |
| Luis Pareto González                      | PDC                        | 19 592  | 5,06%  | Diputado  |
| Fernando Sanhueza Herbage                 | PDC                        | 11 188  | 2,89%  | Diputado  |
| Claudio Orrego Vicuña                     | PDC                        | 18 870  | 4,87%  | Diputado  |
| Luis Ricardo Hormazábal Sánchez           | PDC                        | 9734    | 2,51%  | Diputado  |
| Santiago Pereira Becerra                  | PDC                        | 6896    | 1,78%  |           |
| Manuel Fernández Díaz                     | PDC                        | 6244    | 1,61%  |           |
| Rafael Señoret Lapsley                    | DR                         | 5170    | 1,33%  |           |
| Rafael Otero Echeverría                   | DR                         | 18 382  | 4,75%  | Diputado  |
| Jorge Hazbún Díaz                         | PADENA                     | 959     | 0,25%  |           |
| Arturo Venegas Gutiérrez                  | PIR                        | 3827    | 1,00%  |           |
| Engelberto Frías Morán                    | PN                         | 6486    | 1,67%  |           |
| Hermógenes Pérez de Arce Ibieta           | PN                         | 33 449  | 8,64%  | Diputado  |
| Gustavo Monckeberg Barros                 | PN                         | 10 555  | 2,73%  | Diputado  |
| Juan Luis Ossa Bulnes                     | PN                         | 9534    | 2,46%  | Diputado  |
| Mario Arnello Romo                        | PN                         | 7687    | 1,98%  | Diputado  |
| Silvia Pinto Torres                       | PN                         | 19 116  | 4,94%  | Diputada  |
| Votos de Lista                            | CODE                       | 5296    | 1,37%  |           |
| B. Unidad Popular                         |                            |         |        |           |
| Luis Maira Aguirre                        | IC                         | 14 092  | 3,64%  | Diputado  |
| Carmen Lazo Carrera                       | PS                         | 28 179  | 7,28%  | Diputada  |
| Gladys Marín Millie                       | PCCh                       | 28 144  | 7,27%  | Diputada  |
| Ignacio Lagno Castillo                    | PR                         | 9839    | 2,54%  |           |
| José Antonio Viera-Gallo Quesney          | MAPU                       | 4145    | 1,07%  |           |
| Fidelma Allende Miranda                   | PS                         | 13 744  | 3,55%  | Diputada  |
| Pedro Aravena Navarrete                   | PCCh                       | 10 552  | 2,72%  |           |
| Víctor Barberis Yori                      | PS                         | 10 803  | 2,79%  | Diputado  |
| Mario Candia Henríquez                    | API                        | 600     | 0,15%  |           |
| Alejandro Rojas Wainer                    | PCCh                       | 14 526  | 3,75%  | Diputado  |
| Votos de Lista                            | UP                         | 4502    | 1,16%  |           |
| C. Unión Socialista Popular               |                            |         |        |           |
| Óscar Núñez Bravo                         | USOPO                      | 539     | 0,14%  |           |
| Votos válidamente emitidos                | Votos válidamente emitidos | 387 170 | 98,76% |           |
| Votos nulos                               | Votos nulos                | 2453    | 0,62%  |           |
| Votos en blanco                           | Votos en blanco            | 2410    | 0,62%  |           |
| Total de votos emitidos                   | Total de votos emitidos    | 392 033 | 100,0% |           |
| Fuente: Dirección del Registro Electoral. |                            |         |        |           |

### Elecciones parlamentarias de 1989
- Elecciones Parlamentarias de 1989 a Diputado por el distrito 59 (Aysén, Cisnes, Guaitecas, Cisnes, Cochrane, O'Higgins, Tortel, Coyhaique, Lago Verde, Río Ibáñez y Chile Chico)[7]

| Candidato                       | Pacto                          | Partido | Votos  | %     | Resultado |
| ------------------------------- | ------------------------------ | ------- | ------ | ----- | --------- |
| Antonio Horvath Kiss            | Democracia y Progreso          | ILB     | 13 778 | 37,74 | Diputado  |
| Baldemar Carrasco Muñoz         | Concertación por la Democracia | PDC     | 9264   | 25,38 | Diputado  |
| Silvia Moreno González          | Concertación por la Democracia | PR      | 7449   | 20,41 |           |
| Leopoldo Ortega Rodríguez       | Unidad para la Democracia      | PAIS    | 3354   | 9,19  |           |
| Alberto Garrido Vargas          | Democracia y Progreso          | RN      | 733    | 2,01  |           |
| Juan Alonso Biava               | Partido Nacional               | ILF     | 671    | 1,84  |           |
| Miguel Ángel Hormazábal Gómez   | Alianza de Centro              | AN      | 381    | 1,04  |           |
| Rodrigo N. Santana Cárdenas     | Liberal-Socialista Chileno     | PL      | 283    | 0,78  |           |
| Marco Antonio Encina Villalobos | Partido del Sur                | ILC     | 269    | 0,74  |           |
| Douglas Christian Hyde          | Alianza de Centro              | ILD     | 182    | 0,50  |           |
| Ignacio Lagno Castillo          | Unidad para la Democracia      | PRSD    | 139    | 0,38  |           |